# Philip van Dijk (voetballer)
Phillipus Gottlieb Anthonie (Philip) van Dijk (Utrecht, 9 augustus 1885 - Arnhem, 10 april 1937) was een Nederlandse voetballer, arts en militair. 

## Carrière
Van Dijk heeft dertien jaar als middenvelder voor UC & VV Hercules gespeeld en stopte in 1914. Hij werd benoemd tot erelid. Hij heeft een interland voor Nederland gespeeld; op 16 oktober 1910 in een vriendschappelijke wedstrijd tegen Duitsland (2-1).
Hij studeerde geneeskunde en had als medicus een militaire carrière bij de landmacht. In 1914 werd hij gelegerd bij het garnizoen in Doetinchem en in 1918 in Arnhem. In 1929 werd van Dijk benoemd tot sous-chef van het militair ziekenhuis in Utrecht. In 1933 werd hij chef van het militair ziekenhuis in Arnhem. Hij had daar de rang van luitenant-kolonel. Van Dijk overleed op 10 april 1937 in het Diaconessenhuis in Arnhem en werd begraven op Moscowa.

## Interlands
| Interlands van Philip van Dijk voor Nederland | Interlands van Philip van Dijk voor Nederland | Interlands van Philip van Dijk voor Nederland | Interlands van Philip van Dijk voor Nederland | Interlands van Philip van Dijk voor Nederland | Interlands van Philip van Dijk voor Nederland | Interlands van Philip van Dijk voor Nederland |
| №                                             | Datum                                         | Wedstrijd                                     | Uitslag                                       | Competitie                                    | Goals                                         | Assists                                       |
| Als speler van USV Hercules                   | Als speler van USV Hercules                   | Als speler van USV Hercules                   | Als speler van USV Hercules                   | Als speler van USV Hercules                   | Als speler van USV Hercules                   | Als speler van USV Hercules                   |
| --------------------------------------------- | --------------------------------------------- | --------------------------------------------- | --------------------------------------------- | --------------------------------------------- | --------------------------------------------- | --------------------------------------------- |
| 1.                                            | 16 oktober 1910                               | Nederland – Duitsland                         | 2 – 1                                         | Vriendschappelijk                             | 0                                             | 0                                             |